# Katrineholm
Katrineholm é uma cidade sueca da província histórica de Södermanland. Tem aproximadamente 21 000 habitantes, e é sede do município de Katrineholm. A cidade é conhecida por ser um importante nó ferroviário, com uma posição central, relativamente perto de grandes centros urbanos como Estocolmo, Norrköping, Södertälje, Örebro.